# Ty (serial telewizyjny)
Ty (ang. You) – amerykański serial telewizyjny (dramat kryminalny, thriller psychologiczny), który jest luźną adaptacją powieści o tym samym tytule autorstwa Caroline Kepnes. Pierwszy sezon był oryginalnie emitowany od 9 września do 11 listopada 2018 roku przez Lifetime, a od drugiego sezonu dystrybucją zajmuje się platforma Netflix.

## Fabuła
Serial opowiada o Joe, właścicielu księgarni, który zakochuje się w Beck, klientce, młodej pisarce. Z czasem zauroczenie przeradza się w obsesję Joe, który za wszelką cenę dąży do swojego celu.

## Obsada

### Główna
- Penn Badgley jako Joe Goldberg[3]
- Elizabeth Lail jako Guinevere Beck[4] (sezon 1; gościnnie w sezonach 2, 4-5)
- Luca Padovan jako Paco[4] (sezon 1; gościnnie w sezonie 5)
- Zach Cherry jako Ethan[4] (sezon 1; gościnnie w sezonie 5)
- Shay Mitchell jako Peach Salinger[5] (sezon 1 - tylko w odcinkach 1-6)
- Victoria Pedretti jako Love Quinn (sezony 2-3; gościnnie w sezonie 4)
- Jenna Ortega jako Ellie Alves (sezon 2)
- James Scully jako Forty Quinn (sezon 2; gościnnie w sezonie 3)
- Ambyr Childers jako Candace Stone[6] (sezon 2; drugoplanowo w sezonie 1)
- Carmela Zumbado jako Delilah Alves (sezon 2)
- Saffron Burrows jako Dottie Quinn (sezon 3 - tylko w odcinkach 21-27; drugoplanowo w sezonie 2; gościnnie w sezonie 5)
- Tati Gabrielle jako Marienne Bellamy (sezony 3-4; gościnnie w sezonie 5)
- Shalita Grant jako Sherry Conrad (sezon 3; gościnnie w sezonie 5)
- Travis Van Winkle jako Cary Conrad (sezon 3; gościnnie w sezonie 5)
- Dylan Arnold jako Theo Engler (sezon 3)
- Charlotte Ritchie jako Kate Galvin (Katherine Lockwood) (sezony 4-5)
- Tilly Keeper jako Lady Phoebe	(sezon 4; gościnnie w sezonie 5)
- Amy-Leigh Hickman jako Nadia Farran (sezon 4; drugoplanowo w sezonie 5)
- Ed Speleers jako Rhys Montrose (sezon 4)
- Lukas Gage jako Adam Pratt (sezon 4 - tylko w odcinkach 31-39)
- Griffin Matthews jako Teddy Lockwood (sezon 5)
- Anna Camp jako Reagan Lockwood oraz Maddie Lockwood (sezon 5)
- Madeline Brewer jako Louise Flannery (Bronte) (sezon 5)

### Role drugoplanowe
- Lou Taylor Pucci jako Benji
- John Stamos jako dr Nicky[7]
- Nicole Kang jako Lynn Lieser[8]
- Kathryn Gallagher jako Annika Atwater[9]
- Michael Maize jako oficer Nico[6]
- Hari Nef jako Blythe[10]
- Daniel Cosgrove jako Ron[11]
- Victoria Cartagena jako Claudia[9]
- Natalie Paul jako Karen[9]
- Mark Blum jako Pan Mooney[9]

## Przegląd sezonów
| Sezon | Sezon | Odcinki | Odcinki      | Pierwsza emisja (Lifetime/Netflix) | Pierwsza emisja (Lifetime/Netflix) | Data premiery (Netflix Polska) | Data premiery (Netflix Polska) |
| Sezon | Sezon | Odcinki | Odcinki      | Premiera sezonu                    | Finał sezonu                       | Premiera sezonu                | Finał sezonu                   |
| ----- | ----- | ------- | ------------ | ---------------------------------- | ---------------------------------- | ------------------------------ | ------------------------------ |
|       | 1     | 10      | 10           | 9 września 2018                    | 11 listopada 2018                  | 26 grudnia 2018                | 26 grudnia 2018                |
|       | 2     | 10      | 10           | 26 grudnia 2019                    | 26 grudnia 2019                    | 26 grudnia 2019                | 26 grudnia 2019                |
|       | 3     | 10      | 10           | 15 października 2021               | 15 października 2021               | 15 października 2021           | 15 października 2021           |
|       | 4     | 10      | 5            | 9 lutego 2023                      | 9 lutego 2023                      | 9 lutego 2023                  | 9 lutego 2023                  |
| 5     | 4     | 10      | 9 marca 2023 | 9 marca 2023                       | 9 marca 2023                       | 9 marca 2023                   |                                |
|       | 5     | 10      | 10           | 24 kwietnia 2025                   | 24 kwietnia 2025                   | 24 kwietnia 2025               | 24 kwietnia 2025               |

## Lista odcinków

### Sezon 1 (2018)
| Nr | #  | Tytuł                         | Polski tytuł                     | Reżyseria          | Scenariusz                      | Premiera (Lifetime)  | Premiera w Polsce (Netflix Polska) |
| -- | -- | ----------------------------- | -------------------------------- | ------------------ | ------------------------------- | -------------------- | ---------------------------------- |
| 1  | 1  | Pilot                         | Pilot                            | Lee Toland Krieger | Greg Berlanti, Sera Gamble      | 9 września 2018      | 26 grudnia 2018                    |
| 2  | 2  | The Last Nice Guy in New York | Ostatni miły facet w Nowym Jorku | Lee Toland Krieger | Sera Gamble                     | 16 września 2018     | 26 grudnia 2018                    |
| 3  | 3  | Maybe                         | Może...                          | Marcos Siega       | April Blair                     | 23 września 2018     | 26 grudnia 2018                    |
| 4  | 4  | The Captain                   | Kapitan                          | Vic Mahoney        | Michael Foley                   | 30 września 2018     | 26 grudnia 2018                    |
| 5  | 5  | Living with the Enemy         | Życie z wrogiem                  | Marta Cunningham   | Neil Reynolds                   | 7 października 2018  | 26 grudnia 2018                    |
| 6  | 6  | Amour Fou                     | Szalona miłość                   | Marcos Siega       | Adria Lang                      | 14 października 2018 | 26 grudnia 2018                    |
| 7  | 7  | Everythingship                | Absolutność                      | Kellie Cyrus       | April Blair, Amanda Zetterström | 21 października 2018 | 26 grudnia 2018                    |
| 8  | 8  | You Got Me Babe               | Jestem twój                      | Erin Feeley        | Caroline Kepnes                 | 28 października 2018 | 26 grudnia 2018                    |
| 9  | 9  | Candace                       | Candace                          | Martha Mitchell    | Kelli Breslin, Michael Foley    | 4 listopada 2018     | 26 grudnia 2018                    |
| 10 | 10 | Bluebeard's Castle            | Zamek Sinobrodego                | Marcos Siega       | Sera Gamble, Neil Reynolds      | 11 listopada 2018    | 26 grudnia 2018                    |

### Sezon 2 (2019)
| Nr | #  | Tytuł                              | Polski tytuł             | Reżyseria             | Scenariusz                      | Premiera (Netflix) | Premiera w Polsce (Netflix Polska) |
| -- | -- | ---------------------------------- | ------------------------ | --------------------- | ------------------------------- | ------------------ | ---------------------------------- |
| 11 | 1  | A Fresh Start                      | Nowy rozdział            | Kevin Rodney Sullivan | Sera Gamble                     | 26 grudnia 2019    | 26 grudnia 2019                    |
| 12 | 2  | Just the Tip                       | To zaledwie czubek       | Silver Tree           | Michael Foley                   | 26 grudnia 2019    | 26 grudnia 2019                    |
| 13 | 3  | What Are Friends For?              | Po co ma się przyjaciół? | John Scott            | Neil Reynolds                   | 26 grudnia 2019    | 26 grudnia 2019                    |
| 14 | 4  | The Good, the Bad, & the Hendy     | Dobry, zły i Handy       | DeMane Davis          | Justin W. Lo                    | 26 grudnia 2019    | 26 grudnia 2019                    |
| 15 | 5  | Have a Good Wellkend, Joe!         | Miłego wellkendu, Joe!   | Cherie Nowlan         | Amanda Johnson-Zetterström      | 26 grudnia 2019    | 26 grudnia 2019                    |
| 16 | 6  | Farewell, My Bunny                 | Żegnaj, kotku            | Meera Menon           | Adria Lang                      | 26 grudnia 2019    | 26 grudnia 2019                    |
| 17 | 7  | Ex-istential Crisis                | Życie po życiu z eks     | Shannon Kohli         | Kelli Breslin                   | 26 grudnia 2019    | 26 grudnia 2019                    |
| 18 | 8  | Fear and Loathing in Beverly Hills | Beverly Hills Parano     | Harry Jierjian        | Kara Lee Corthron, Justin W. Lo | 26 grudnia 2019    | 26 grudnia 2019                    |
| 19 | 9  | P.I. Joe                           | Inspektor Joe            | Silver Tree           | Michael Foley, Mairin Reed      | 26 grudnia 2019    | 26 grudnia 2019                    |
| 20 | 10 | Love, Actually                     | To właśnie... Love       | Silver Tree           | Sera Gamble, Neil Reynolds      | 26 grudnia 2019    | 26 grudnia 2019                    |

### Sezon 3 (2021)
| Nr | #  | Tytuł                             | Polski tytuł                                   | Premiera (Netflix)   | Premiera w Polsce (Netflix Polska) |
| -- | -- | --------------------------------- | ---------------------------------------------- | -------------------- | ---------------------------------- |
| 21 | 1  | And They Lived Happily Ever After | I żyli długo i szczęśliwie                     | 15 października 2021 | 15 października 2021               |
| 22 | 2  | So I Married an Axe Murderer      | Ożeniłem się z kobietą, która morduje siekierą | 15 października 2021 | 15 października 2021               |
| 23 | 3  | Missing White Woman Syndrome      | Syndrom zaginionej białej kobiety              | 15 października 2021 | 15 października 2021               |
| 24 | 4  | Hands Across Madre Linda          | Wszyscy szukają Natalie                        | 15 października 2021 | 15 października 2021               |
| 25 | 5  | Into the Woods                    | Tajemnice lasu                                 | 15 października 2021 | 15 października 2021               |
| 26 | 6  | W.O.M.B.                          | ŁONO                                           | 15 października 2021 | 15 października 2021               |
| 27 | 7  | We're All Mad Here                | Wszyscy tu jesteśmy szaleni                    | 15 października 2021 | 15 października 2021               |
| 28 | 8  | Swing and a Miss                  | Swingerska katastrofa                          | 15 października 2021 | 15 października 2021               |
| 29 | 9  | Red Flag                          | Czerwona flaga                                 | 15 października 2021 | 15 października 2021               |
| 30 | 10 | What Is Love?                     | Czym jest miłość?                              | 15 października 2021 | 15 października 2021               |

### Sezon 4 (2023)
| Nr      | #       | Tytuł                                     | Polski tytuł                        | Premiera (Netflix) | Premiera w Polsce (Netflix Polska) |
| Część 1 | Część 1 | Część 1                                   | Część 1                             | Część 1            | Część 1                            |
| ------- | ------- | ----------------------------------------- | ----------------------------------- | ------------------ | ---------------------------------- |
| 31      | 1       | Joe Takes a Holiday                       | Joe jedzie na wakacje               | 9 lutego 2023      | 9 lutego 2023                      |
| 32      | 2       | Portrait of the Artist                    | Portret artysty                     | 9 lutego 2023      | 9 lutego 2023                      |
| 33      | 3       | Eat the Rich                              | Pożeracz bogaczy                    | 9 lutego 2023      | 9 lutego 2023                      |
| 34      | 4       | Hampsie                                   | Hampsy                              | 9 lutego 2023      | 9 lutego 2023                      |
| 35      | 5       | The Fox and the Hound                     | Lis i pies                          | 9 lutego 2023      | 9 lutego 2023                      |
| Część 2 |         |                                           |                                     |                    |                                    |
| 36      | 6       | Best of Friends                           | Najlepsi z przyjaciół               | 9 marca 2023       | 9 marca 2023                       |
| 37      | 7       | Good Man, Cruel World                     | Dobry człowiek, okrutny świat       | 9 marca 2023       | 9 marca 2023                       |
| 38      | 8       | Where Are You Going, Where Have You Been? | Dokąd zmierzasz, skąd przychodzisz? | 9 marca 2023       | 9 marca 2023                       |
| 39      | 9       | She's Not There                           | Nie ma jej tu                       | 9 marca 2023       | 9 marca 2023                       |
| 40      | 10      | The Death of Jonathan Moore               | Śmierć Jonathana Moore’a            | 9 marca 2023       | 9 marca 2023                       |

### Sezon 5 (2025)
| Nr | #  | Tytuł                  | Polski tytuł                           | Premiera (Netflix) | Premiera w Polsce (Netflix Polska) |
| -- | -- | ---------------------- | -------------------------------------- | ------------------ | ---------------------------------- |
| 41 | 1  | The Luckiest Guy in NY | Najszczęśliwszy człowiek w Nowym Jorku | 24 kwietnia 2025   | 24 kwietnia 2025                   |
| 42 | 2  | Blood Will Have Blood  | Krew za krew                           | 24 kwietnia 2025   | 24 kwietnia 2025                   |
| 43 | 3  | Impostor Syndrome      | Syndrom oszusta                        | 24 kwietnia 2025   | 24 kwietnia 2025                   |
| 44 | 4  | My Fair Maddie         | Moja Maddie                            | 24 kwietnia 2025   | 24 kwietnia 2025                   |
| 45 | 5  | Last Dance             | Ostatni taniec                         | 24 kwietnia 2025   | 24 kwietnia 2025                   |
| 46 | 6  | The Dark Face of Love  | Ciemna strona miłości                  | 24 kwietnia 2025   | 24 kwietnia 2025                   |
| 47 | 7  | #JoeGoldberg           | #JoeGoldberg                           | 24 kwietnia 2025   | 24 kwietnia 2025                   |
| 48 | 8  | Folie a Deux           | Folie à deux                           | 24 kwietnia 2025   | 24 kwietnia 2025                   |
| 49 | 9  | Trial of the Furies    | Sąd Furii                              | 24 kwietnia 2025   | 24 kwietnia 2025                   |
| 50 | 10 | Finale                 | Finał                                  | 24 kwietnia 2025   | 24 kwietnia 2025                   |

## Produkcja
W lutym 2015 roku ogłoszono, że Greg Berlanti oraz Sera Gamble rozpoczęli pracę nad serialową adaptacją powieści "Ty" autorstwa Caroline Kepnes.
W kwietniu 2017 roku stacja Lifetime zamówiła pierwszy sezon serialu.
Pod koniec czerwca 2017 roku poinformowano, że jedną z głównych ról zagra Penn Badgley, znany z serialu Plotkara
. W kolejnym miesiącu ogłoszono, że rolę Guinevere Beck otrzymała Elizabeth Lail oraz Luca Padovan i Zach Cherry dołączyli do obsady. W połowie sierpnia 2017 roku poinformowano, że Shay Mitchell zagra w serialu. W kolejnym miesiącu obsada serialu powiększyła się o: Hari Nef, Daniela Cosgrovea oraz Nicole Kang. Pod koniec października 2017 roku poinformowano, że Ambyr Childers i Michael Maize otrzymali rolę powracające. W listopadzie 2017 roku ogłoszono, że John Stamos wcieli się w lekarza o imieniu Nicky.
26 lipca 2018 roku stacja Lifetime jeszcze przed premierą serialu zamówiła drugi sezon.
4 grudnia 2018 roku platforma Netflix poinformowała, że przejmuje władzę nad drugim sezonem serialu. Oznacza to, że stacja Lifetime nie będzie już pracować nad tą produkcją.
14 stycznia 2020 roku platforma Netflix ogłosiła przedłużenie serialu o trzeci sezon Premiera trzeciego sezonu serialu nastąpiła 15 października 2021.